# Derby (Vermont)
Pour les articles homonymes, voir Derby.
Derby est une municipalité (town) américaine de l'État du Vermont, située dans le comté d'Orleans. En 2020, sa population s'élevait à 4 579 habitants.

## Géographie
La municipalité s'étend sur 149,18 km2 à l'extrémité nord du Vermont et est frontalière avec le Canada. Son territoire borde à l'ouest le lac Memphrémagog. Elle comprend les villages de Beebe Plain, Clyde Pond, Derby Center, qui est son siège administratif, Derby Line, Lake Salem et North Derby.
| Ogden (Canada)                | Stanstead (Canada) |                   |
| Newport (town) Newport (city) | Derby              | Holland           |
| Coventry                      | Brownington        | Morgan Charleston |

## Histoire
Le 29 octobre 1779, l'État du Vermont cède à Timothy Andrus et à cinquante-neuf associés, 23 040 acres (93,2 km2) sur lesquelles est fondée la localité qui tire son de Derby, en Angleterre.

## Politique et administration
La municipalité est dirigée par un conseil de cinq membres élus pour un mandat de quatre ans.